# KNO WHERE
『KNO WHERE』（ノーウェア）は、OKAMOTO'Sの9枚目のオリジナルアルバム。2021年9月29日にAriola Japanから発売された。

## 概要
- 前作『BOY』から約2年8か月振りのリリース[注 1][注 2]。
- CDは初回生産限定盤、通常盤の2形態で発売。
- 本作は、フジテレビ系ノイタミナ『富豪刑事 Balance:UNLIMITED』のエンディングテーマ[2]である「Welcome My Friend」やテレビ東京ドラマ25『直ちゃんは小学三年生』のオープニングテーマ[3]である「Young Japanese」、テレビ東京ドラマ25『東京怪奇酒』のエンディングテーマ[4]である「Complication」、その他配信限定シングルの「M」、「Band Music」、「Picasso」を含む全17曲を収録[5]。
- 初回生産限定盤の特典Blu-rayには、「OKAMOTO'S Live Selection 2020-2021」と題した、2020年・2021年から選りすぐりのライブをセレクトした映像が収録され、メンバー・コメント付きのマルチアングル機能も搭載している[6]。

## 収録曲

### CD
1. Pink Moon
2. Young Japanese - [4:32]
作詞：オカモトショウ
作曲：オカモトショウ、オカモトコウキ
編曲：OKAMOTO'S
  - 配信限定4thシングル
  - テレビ東京ドラマ25『直ちゃんは小学三年生』オープニングテーマ
3. You Don't Want It
4. Picasso - [3:50]
作詞：オカモトショウ
作曲：オカモトショウ、オカモトコウキ
編曲：OKAMOTO'S
  - 配信限定8thシングル
5. Blow Your Mind
6. Sprite
  - テレビ東京ドラマ25[注 3]『僕の姉ちゃん』エンディングテーマ[7]
  - 2021年8月25日に各配信サイトにて先行配信された[7]。
7. Star Game
8. Complication - [2:56]
作詞：オカモトショウ
作曲：オカモトショウ、オカモトコウキ
編曲：OKAMOTO'S
  - 配信限定5thシングル
  - テレビ東京ドラマ25『東京怪奇酒』エンディングテーマ
9. Coffee Break
10. Misty (Album Version)
作詞：オカモトショウ
作曲：オカモトショウ、オカモトコウキ
編曲：OKAMOTO'S
  - 3rd EP『Welcome My Friend』収録曲のアルバムバージョン
11. When the Music's Over
12. M - [4:05]
作詞：オカモトショウ
作曲：オカモトショウ、オカモトコウキ
編曲：OKAMOTO'S
  - 配信限定6thシングル
13. MC5
14. Band Music - [3:14]
作詞：オカモトショウ
作曲：オカモトショウ、オカモトコウキ
編曲：OKAMOTO'S
  - 配信限定7thシングル
15. Subway
16. Welcome My Friend - [3:47]
作詞：オカモトショウ
作曲：オカモトショウ、オカモトコウキ
編曲：OKAMOTO'S
  - 3rd EP表題曲
  - フジテレビ系ノイタミナ『富豪刑事 Balance:UNLIMITED』エンディングテーマ
17. For You

### 特典Blu-ray (初回生産限定盤)
- OKAMOTO'S Live Selection 2020-2021